# Бас (консул 284 г.)
Вижте пояснителната страница за други личности с името Бас.
Бас (на латински: Bassus) е политик и сенатор на Римската империя през 3 век.
Вероятно е роднина на Помпоний Бас (консул 271 г.)
През 284 г. Бас е суфектконсул заедно с Диоклециан.